# Sabbioneta
Sabbioneta là một thị xã ở vùng Lombardia, Italia, thuộc tỉnh Mantova, khoảng 30 km về phía bắc của Parma, gần hữu ngạn sông Po. Thị xã này nằm ở độ cao 19 m trên mực nước biển. Năm 2007, Sabbioneta có khoảng 4.337 dân.
 Thị xã này được UNESCO công nhận là di sản thế giới nămn 2008.

## Lịch sử
Nó được thành lập bởi nhà quý tộc Vespasiano I Gonzaga vào cuối thế kỷ 16 dọc theo La Mã cổ đại Via Vitelliana, trên một bờ cát của sông Po. Ông là công tước đầu tiên của thị trấn, sử dụng nó như một pháo đài tư gia và nơi cư trú. Cũng trong thời kỳ này, nó đã trở thành một trung tâm âm nhạc nhỏ. Các nhà soạn nhạc như Benedetto Pallavicino (khoảng 1551-1601) đã được Vespasiano Gonzaga mời đến đây, trước khi ông chuyển đến Mantova.